# Nannoniscus oblongus
Nannoniscus oblongus là một loài chân đều trong họ Nannoniscidae. Loài này được G.O. Sars miêu tả khoa học năm 1870.